# Un drôle d'ange gardien
 (novembre 2021).
Si vous disposez d'ouvrages ou d'articles de référence ou si vous connaissez des sites web de qualité traitant du thème abordé ici, merci de compléter l'article en donnant les références utiles à sa vérifiabilité et en les liant à la section « Notes et références ».
Un drôle d'ange gardien est une série de bande dessinée pour enfants écrite par Denis-Pierre Filippi et dessinée par Sandrine Revel. Ses sept volumes ont été publiés entre 1999 et 2008 dans la collection « Jeunesse » des éditions Delcourt.

## Albums
- Delcourt, collection « Jeunesse » :

1. Un drôle d'ange gardien, 1999.
2. Un zoo à New-York, 2000. Alph-Art jeunesse 7-8 ans au festival d'Angoulême 2001.
3. Diablo et Juliette, 2000. Alph-Art jeunesse 7-8 ans au festival d'Angoulême 2001.
4. Des vacances d'enfer, 2002.
5. Le Voleur d'étoiles, 2003.
6. Le Démon chinois, 2004.
7. Le Nuage-Danse, 2008.